# Cancer mamar

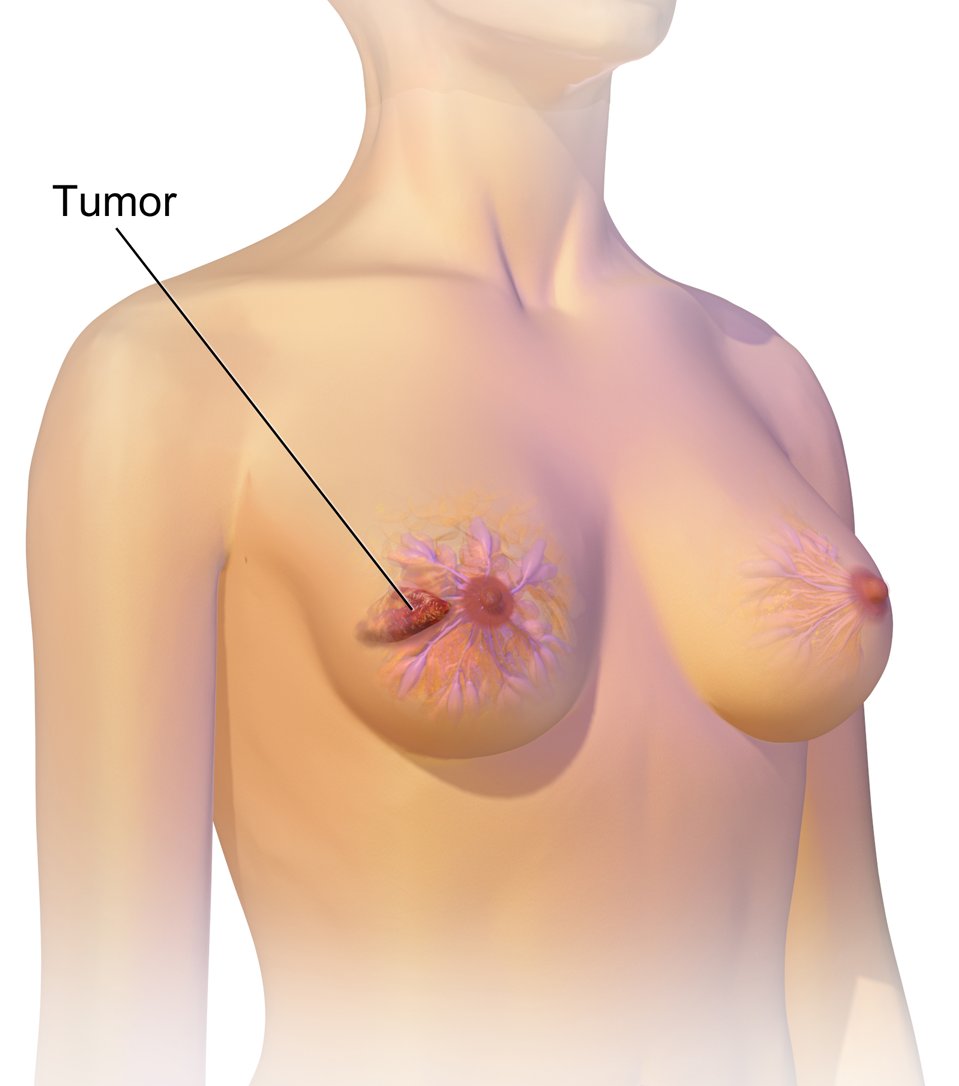
Cancer la sân

Cancerul mamar este o boală în care celulele maligne se formează în țesuturile sânului. Sânul este format din lobi și ducte. Fiecare sân are 15 până la 20 secțiuni numite lobi, lobi care au secțiuni mai mici numite lobuli. Cancerul de sân este uneori descoperit la femeile însărcinate sau care tocmai au născut. Majoritatea cazurilor de îmbolnăvire se petrec în jurul vârstei de 50 de ani. În ultimii 20 de ani, cazurile de îmbolnăvire s-au înmulțit foarte mult, iar răspândirea printre femeile tinere a început să ia amploare. Mulți specialiști oncologi consideră că accidentul de la Cernobîl poate să fi influențat răspândirea acestei boli. În cazul detectării timpurii, boala poate fi vindecată.
Această formă de cancer poate fi întâlnită atât la femei, cât și la bărbați. Riscul de cancer mamar crește odată cu vârsta: 
- aceasta boala este rară la femeile mai tinere de 35 de ani
- toate femeile de 40 și peste 40 de ani au risc pentru cancer mamar
- cele mai multe cazuri apar la femei în varstă de peste 50 de ani
- riscul de cancer mamar este crescut la femeile de peste 60 de ani.

Cancerul mamar este mai frecvent la femeile albe față de cele negre, hispanice sau asiatice. Deși există cazuri de cancer mamar și la bărbați, 99% din cazuri apar la femei.

## Statistici
În anul 2003, statisticile arătau că aproape o femeie din 20 moare din cauza cancerului la sân.
În România anului 2012, 6.000 de femei au fost diagnosticate cu cancer de sân. Potrivit datelor Institutului Național de Statistică, 90% dintre femei au aflat despre boală într-o formă avansată, ceea ce scade dramatic șansele de supraviețuire.

## Tratamente

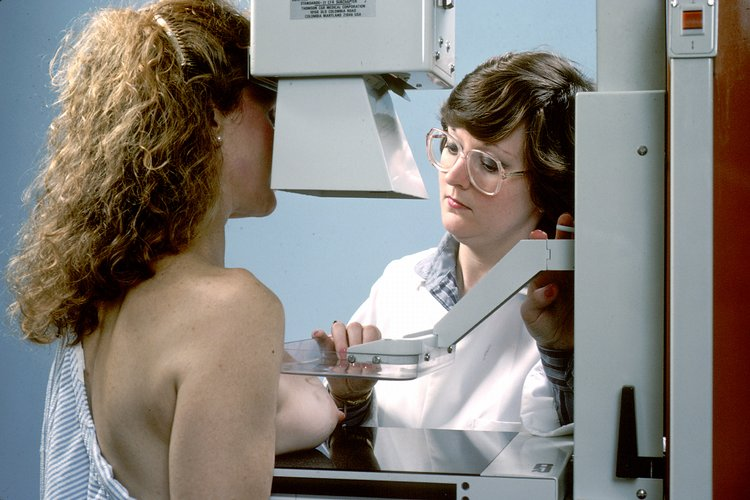
Mamografie

Radioterapia se utilizează în tratamentul cancerului de sân atât după intervenția chirurgicală cât și înainte de operație (mai rar, e adevărat). Uneori e suficientă folosirea acesteia ca tratament exclusiv.
Dacă este tratat corespunzător, cancerul mamar poate fi vindecat, radioterapia modernă fiind astăzi una dintre cele mai eficiente metode folosite în tratamentul acestui tip de cancer. Cu ajutorul tehnicilor IMRT, durata medie a ședințelor de radioterapie este de până la 8 minute, fasciculele de radiație se rotesc în jurul pacientei cu mare precizie, se pot evita cu acuratețe organele sănătoase, toxicitatea este mult redusă față de tehnicile de cobalto-terapie iar dozele administrate pot fi mărite pentru o mai mare eficiență.
Scopul radioterapiei în cazul cancerului de sân este acela de a distruge celulele maligne rămase în urma intervenției chirurgicale de la nivelul sânului (în cazul tratamentului conservator al cancerului mamar), de la nivelul peretelui toracic (după mastectomie) sau de la nivelul ganglionilor (din axilă sau supraclaviculari).
Debutul tratamentului de radioterapie survine în intervalul de la 4 la 8 săptămâni după intervenția chirurgicală sau după terminarea tratamentului de chimioterapie adjuvantă (postoperatorie).
Este important de știut că tratamentul post operatoriu folosind tehnologia modernă de radioterapie IMRT poate reduce riscul reapariției cancerului cu până la 70%. Necesitatea iradierii postoperatorii după mastectomie apare dacă tumora a măsurat peste 5 cm sau dacă ganglionii axilari au fost invadați de tumoră.
În ciuda temerilor generale, radioterapia în cancerul mamar este relativ ușor de tolerat, iar efectele secundare se limitează doar la zona tratată (singurul efect asupra întregului organism fiind oboseala, dar și aceasta apare inconstant).
Înaintea începerii tratamentului radioterapeutic, medicul specialist va calcula exact doza de iradiere necesară și direcția de aplicare a razelor, astfel încât, prin aplicarea terapiei, să fie distruse cât mai multe celule canceroase în același timp, cu efecte secundare minime.
În timpul iradierii este necesară o dietă echilibrată și hidratare corespunzătoare (în general se recomandă minim 2 litri de lichid pe zi, incluzând apă, ceai, compot etc.).
Depistarea cancerului de sân se efectuează prin autopalpare, examen medical anual efectuat de către medicul ginecolog sau medicul de familie și prin mamografie, radiografie cu raze X care permite descoperirea tumorilor foarte mici care nu pot fi detectate prin palpare.  Ecografia aduce informații complementare, legate de natura tumorii și se poate asocia cu prelevarea câtorva celule din leziune (citopuncție), care confirmă sau infirmă prezența de celule canceroase. Dacă în acest stadiu persistă dubii cu privire la benignitatea sau malignitatea tumorii, pasul următor va fi efectuarea biopsiei (prelevarea, apoi analizarea unui fragment de țesut mamar).
După ce a fost făcută biopsia și cancerul de sân a fost diagnosticat, tratamentul are, în general, următoarele etape:
• Operația chirurgicală pentru a înlătura o parte sau toți ganglionii limfatici din zona axială
• Radioterapie externă în zona sânului și în zonele învecinate
• Radioterapie localizată pe zona de prelevare a biopsiei.
Cele mai frecvente efecte secundare acute sunt:
• Senzație de tensiune, greutate, ușoară umflare a sânului.
• Înroșirea tegumentului în zona iradiată (modificări similare arsurilor solare).
• Oboseala.
Efectele secundare sunt în general minime, ușor de controlat cu medicație și majoritatea dispar în săptămâni – câteva luni de la iradiere.
O altă soluție pentru tratarea cancerului la sân este tratamentul cu herceptin.